# Перикли Батали
Перикли Батали (на гръцки: Περικλής Βατάλης, Периклис Ваталис) е османски лекар.

## Биография
По произход Батали е влах от град Крушево. Завършва медицина в Атинския университет. Работи като лекар в родния си град. По време на Илинденско-Преображенското въстание заедно с Никола Кряста е лекар на Привременния щаб на Крушевската република и лекува болните и ранените въстаници. Урежда болница в българското училище.
Заловен от башибозука, Батали е заклан и трупът му е оставен на пътя за назидание.